# Pseudeustrotia albirena
Pseudeustrotia albirena är en fjärilsart som beskrevs av George Francis Hampson 1909. Pseudeustrotia albirena ingår i släktet Pseudeustrotia och familjen nattflyn. Inga underarter finns listade i Catalogue of Life.